# Boxclub Winterthur
Der Boxclub Winterthur ist ein Amateurboxverein aus Winterthur. Der 1930 gegründete Klub trainiert in der Turnhalle des Schulhauses Heiligberg in Winterthur.

## Geschichte
Der BC Winterthur wurde 1930 gegründet. 1940 bis 43 wurde Max Weidmann viermal hintereinander Schweizer Meister, in den Jahren 1942 bis 45 wurde Theddy Barchetti, Bruder des ersten Schweizer Meisters des BCW, dreimal Meister. Der spätere Olympiateilnehmer und EM-Silbermedaillengewinner Max Meier wurde Ende der 50er-Jahre viermal Schweizer Meister im Weltergewicht als Mitglied des BC Winterthur, bevor er zum BC Zürich wechselte. In den 60er- und frühen 70er-Jahren kam Ruedi Meier für den BC Winterthur zu Ehren, der 10-fache Rekordmeister im Schwergewicht nahm unter anderem an den Olympischen Sommerspielen 1964 (7. Rang) und drei Europameisterschaften teil, schied jedoch jeweils in den Viertelfinalen aus. 1972 wurde Giorgio Contini senior Schweizer Meister im Mittelgewicht, sein gleichnamiger Sohn war ein bekannter Fussballer und ist heute als Fussballtrainer aktiv. Ebenfalls trainierte Stefan Angehrn für den Boxclub Winterthur im Schulhaus Heiligberg. Zu negativer Bekanntheit kam der ehemalige Thaibox-Weltmeister und Boxclub-Mitglied Bashkim Berisha, der als Dübendorfer Parkplatzmörder 2004 zu trauriger Bekanntheit kam.

## Schweizer Meister des BC Winterthur
- I. Barchetti (1935 – Weltergewicht)
- Max Weidmann (1940–1943 – Weltergewicht)
- Theddy Barchetti (1942, 1944, 1945 – Mittelgewicht)
- Heinz Stucki (1954 – Halbmittelgewicht)
- Hansjörg Odermatt (1956 – Schwergewicht)
- Max Meier (1956–1959 – Weltergewicht)
- Ruedi Meier (1962–1964, 1967–1973 – Schwergewicht)
- Andreas Kübler (1963, 1967 – Halbweltergewicht)
- Giorgio Contini sen. (1971 – Mittelgewicht)
- Marc Röschli (1993 – Leichtgewicht)
- Giovanni Jemma (1998 – Schwergewicht)
- Butrin Rama (2008 – Weltergewicht)
- Gabriel Viltre-Diaz (2008, 2010 – Leichtgewicht)
- Ewene Hansen (2017 – Superschwergewicht)
- Sem Redai (2019 – Bantamgewicht)
- Seifeddine Letaief (2023 – Federgewicht)